# Rob Jones
Pour les articles homonymes, voir Jones.
Rob Jones, né le 5 novembre 1971 à Wrexham (Pays de Galles), est un footballeur anglais, qui évoluait au poste d'arrière droit à Liverpool et en équipe d'Angleterre.
Jones n'a marqué aucun but lors de ses huit sélections avec l'équipe d'Angleterre entre 1992 et 1995. 
Rob Jones est le petit-fils de Bill Jones.

## Palmarès

### En équipe nationale
- 8 sélections et 0 but avec l'équipe d'Angleterre entre 1992 et 1995.

### Avec Liverpool FC
- Vainqueur de la Coupe d'Angleterre de football en 1992.
- Vainqueur de la Coupe de la ligue anglaise de football en 1995.